# القامشلي
القامشلي مدينة سورية تقع في شمال شرق سوريا على الحدود مع تركيا، وعلى مقربة من سفوح جبال طوروس بمحاذاة مدينة نصيبين التركية. تتبع إداريًا محافظة الحسكة. يمر من المدينة نهر الجقجق. بلغ عدد سكان المدينة دون نواحيها حوالي 88,000 نسمة وذلك حسب إحصاء 2007، يقطنها خليط من العرب والأكراد والسريان والأرمن. ومدينة القامشلي هي مركز منطقة القامشلي التي تضم أيضًا نواحي تل حميس وعامودا والقحطانية.

## إنشاء المدينة
أنشئت المدينة عام 1925 على يد سلطات الانتداب الفرنسي لإسكان المهاجرين المسيحيين القادمين من تركيا. تبع ذلك هجرة للأكراد من تركيا معظمهم استوطنوا في الريف ثم بدأوا يالانتقال بعد ذلك إلى المدينة. توسعت مدينة القامشلي بجميع الاتجاهات خصوصاً في اتجاه الشرق نحو العنترية. واتجاه الغرب نحو الهلالية واتجاه الجنوب نحو المطار وذلك منذ النصف الأول لعقد السبعينات. وانتشر البناء الحديث في المدينة بجميع الاتجاهات. وخاصة أبنية الجمعيات السكنية. وبلغ مجموع الوحدات السكنية التي تم بناؤها من قبل القطاعين العام والخاص وبلدية القامشلي والمؤسسة العامة للإسكان 3251 وحدة سكنية (شقة) خلال الفترة ما بين 1981-1985. وبلغ إجمالي عدد المساكن في مدينة القامشلي خلال الفترة عام 1981 14099 مسكناً من مختلف النماذج والأنماط.

### تخطيط المدينة
بدأ تخطيط المدينة منذ اللحظة الأولى لتأسيسها في عام 1925 وبشكل مبدئي تطور فيما بعد مخططها فنظمت الشوارع المستقيمة والمتوازية وقد اشتهرت مدينة القامشلي بتنسيق أحيائها وشوارعها، وهي تسمى باريس الصغرى نتيجة تنظيمها وتقسيمها الفرنسي، وربما كانت الأولى من هذه الناحية من بين مدن القطر كافة واستمر تطور مخططها التنظيمي حتى بلغت مساحته في عام 1985 بـ 2000 هكتار كما بلغت مساحة مخططها الطبوغرافي 2000 هكتار أيضا. ولا يختلف انتشار البناء السكني في مدينة القامشلي عنه في مدينة الحسكة من حيث الانتشار الأفقي للمساكن، وكذلك من حيث النمط القديم للسكن وقد نفذت الأبنية السكنية في البداية من طابق واحد ومن النموذج الطيني الشبيه بالبيت الطيني في الحسكة ثم تطورت هذه الأبنية لتصبح اسمنتية من طابق واحد وبعدها من عدة طوابق، ذلك بسبب تزايد السكان ولأسباب أخرى تتعلق بهجرة سكان الريف إلى المدينة وقد غلب نموذج الأبنية الطابقية على مساكن الجمعيات التعاونية والمساكن التي تبنيها مؤسسات البناء العامة والبلدية. إضافة للمساكن الخاصة على نطاق أضيق. أما الأسواق التجارية فقد بنيت منذ البداية بشكل جيد باستثناء بعضها التي هدمت وأعيد بناؤها من جديد. وهي تتمركز وسط المدينة كأسواق الأقمشة والصاغة والخضار واللحوم وغيرها. وانتشرت مؤخراً المحلات التجارية في الأحياء السكنية نتيجة الطلب المتزايد على محتوياتها.
الشوارع الهامة

## التسمية
سميت المدينة قبل توسعها بالسريانية بـ«بيث زالين» (ܒܝܬ ܙܠܝܢ) وتعني مكان القصب[ ؟ ] نسبة إلى القصب المنتشر حول نهر الجقجق المار بها. كما اشتهرت لاحقا باسمها الحالي «القامشلي». و (القامشلية ) وقد اختلف في أصل اسمها، فهناك من يقول أنّه من مقطعين، (بالسريانية: ܩܡ)‏ يلفظ: "Qom" (بمعنى قام) (بالسريانية: ܫܠܝ)‏ يلفظ: "Shli" (بمعنى استقر)، أي قام واستقر، نتيجة الهجرة إليها من بريّة المناطق المجاورة، حيث برح معظم سكانها من المنطقة المحاذية لها. ويقول آخرون أنّه أيضًا من ثلاثة مقاطع (بالسريانية: ܩܡ ܫܡ ܐܝܠܝ)‏ يلفظ: "Qom-Shem-IL" أي بمعنى: «قام اسم الله» أو «حيّ اسم الله»، لعودة الحياة إلى هذه البريّة. بينما يقول بعضهم أن الاسم ترجمة تركية للاسم السرياني الأشهر، حيث مفردة قامش (بالتركية: Kamış)‏ تعني القصب.

## التاريخ
تقع المدينة بالقرب من آثار مدينة أوركيش القديمة (تل موزان حاليًا) التابعة للحوريين التي تأسست خلال الألفية الرابعة قبل الميلاد. تعد القامشلي مدينة حديثة حيث يعتقد أنها بنيت عندما أنشأ فيها الجنود الفرنسيون قاعدة عسكرية لهم، وبدئ ببنائها في العام 1921م وتم تخطيطها يوم 20 أغسطس 1926 من قبل الملازم أول الفرنسي «تيرييه» بسبب الموقع الذي اعتبره الفرنسيون استراتيجيًا بسبب وجود نهر الجقجق وسكة حديد حلب – نصيبين أو ما يسمى «خط حديد طوروس». ويعتبر السريان من أوائل من سكن المنطقة حيث وفدوا من نصيبين إثر «السيفو» ثم تلاهم العرب بقبائل طيءثم الأرمن والمردللية (نسبة إلى ماردين) والأكراد.

## الجغرافيا

### الموقع
تقع مدينة القامشلي في جنوب جبال طوروس، حيث تعتبر منطقة خصبة زراعيًا لأنها لا تبتعد أكثر من 10 كيلومترًا عن جبال طوروس. يحدّ المدينة من الشرق ناحية القحطانية ومن الجنوب الشرقي ناحية تل حميس ومن الغرب ناحية عامودا أما من الشمال فمدينة نصيبين التركية، حيث يفصل بين مدينتي القامشلي ونصيبين الخط الحدودي السوري-التركي فقط، حيث بالإمكان رؤية مدينة نصيبين من أسطح أبنية القامشلي والعكس صحيح. تبلغ مساحة المدينة دون نواحيها بـ 38 كم2، بينما يبلغ ارتفاعها عن سطح البحر بـ 451 م.

### المناخ
المناخ متوسطي شبه جاف، في الصيف حار وجاف، وفي الشتاء بارد وممطر، وفي الربيع معتدل وممطر بشكل متقطع. ولأن القامشلي منطقة حارة صيفًا فقد تتجاوز درجة الحرارة في شهر تموز الـ 41° درجة مئوية، وتنخفض درجة الحرارة في الشتاء إلى 2° درجة مئوية في شهر كانون الثاني وأحيانًا إلى أقل من 0° درجة مئوية فيؤدي إلى تشكّل الصقيع في أولى ساعات الصباح.
| البيانات المناخية لـالقامشلي              | البيانات المناخية لـالقامشلي | البيانات المناخية لـالقامشلي | البيانات المناخية لـالقامشلي | البيانات المناخية لـالقامشلي | البيانات المناخية لـالقامشلي | البيانات المناخية لـالقامشلي | البيانات المناخية لـالقامشلي | البيانات المناخية لـالقامشلي | البيانات المناخية لـالقامشلي | البيانات المناخية لـالقامشلي | البيانات المناخية لـالقامشلي | البيانات المناخية لـالقامشلي | البيانات المناخية لـالقامشلي |
| الشهر                                     | يناير                        | فبراير                       | مارس                         | أبريل                        | مايو                         | يونيو                        | يوليو                        | أغسطس                        | سبتمبر                       | أكتوبر                       | نوفمبر                       | ديسمبر                       | المعدل السنوي                |
| ----------------------------------------- | ---------------------------- | ---------------------------- | ---------------------------- | ---------------------------- | ---------------------------- | ---------------------------- | ---------------------------- | ---------------------------- | ---------------------------- | ---------------------------- | ---------------------------- | ---------------------------- | ---------------------------- |
| متوسط درجة الحرارة الكبرى °ف              | 51.6                         | 54.7                         | 62.1                         | 71.8                         | 84.6                         | 97.0                         | 104.5                        | 103.6                        | 95.7                         | 82.9                         | 66.7                         | 54.9                         | 77.5                         |
| متوسط درجة الحرارة الصغرى °ف              | 36.9                         | 38.3                         | 43.3                         | 50.5                         | 58.8                         | 68.0                         | 74.3                         | 73.4                         | 67.1                         | 59.0                         | 47.8                         | 39.9                         | 54.8                         |
| الهطول إنش                                | 3.05                         | 2.83                         | 2.69                         | 2.32                         | 1.14                         | 0.09                         | 0.01                         | 0.00                         | 0.03                         | 0.71                         | 1.52                         | 2.63                         | 17.02                        |
| متوسط درجة الحرارة الكبرى °م              | 10.9                         | 12.6                         | 16.7                         | 22.1                         | 29.2                         | 36.1                         | 40.3                         | 39.8                         | 35.4                         | 28.3                         | 19.3                         | 12.7                         | 25.3                         |
| متوسط درجة الحرارة الصغرى °م              | 2.7                          | 3.5                          | 6.3                          | 10.3                         | 14.9                         | 20.0                         | 23.5                         | 23.0                         | 19.5                         | 15.0                         | 8.8                          | 4.4                          | 12.7                         |
| الهطول مم                                 | 77.5                         | 71.9                         | 68.2                         | 59.0                         | 29.0                         | 2.2                          | 0.3                          | 0.1                          | 0.8                          | 18.0                         | 38.5                         | 66.9                         | 432.4                        |
| المصدر: World Meteorological Organization |                              |                              |                              |                              |                              |                              |                              |                              |                              |                              |                              |                              |                              |

### مخطط المدينة وأنماط العمران
بدأ تخطيط المدينة منذ اللحظة الأولى لتأسيسها استنادًا إلى المخططات الفرنسية لذلك فهي تسمى «باريس الصغرى» نتيجة تنظيمها وتقسيمها الفرنسي، وربما كانت الأولى من هذه الناحية من بين مدن القطر كافة واستمر تطور مخططها التنظيمي حتى بلغت مساحته في عام 1985 بـ 2000 هكتار كما بلغت مساحة مخططها الطبوغرافي 2000 هكتار أيضًا. ولا يختلف البناء السكني فيها عن غيرها من المدن السورية، وزادت نسبة المنازل والعمارات بسبب تزايد عدد القاطنين فيها ولأسباب تتعلق بهجرة سكان الريف إلى المدينة. أما الأسواق التجارية فقد بنيت منذ البداية بشكل جيد باستثناء بعضها التي هدمت وأعيد بناؤها من جديد، وهي تتمركز وسط المدينة كأسواق الأقمشة والأحذية والصاغة والخضار واللحوم وغيرها. وانتشرت مؤخرًا المحلات التجارية في الأحياء السكنية نتيجة الطلب المتزايد على محتوياتها، وكذلك التوسع العمراني. تحتوي المدينة على مطار أنشأه الفرنسيين، ومؤخرًا أصبح مطار دولي يستقبل عدة رحلات خارجية بشكل مبدئي، وملعب يسمى بالملعب البلدي، وفيها وقصور شيدها أصحابها، بالإضافة لعدد كبير من المشافي والمستوصفات والمدارس الخاص منها والحكومي.

### توسّع المدينة
توسعت مدينة القامشلي بجميع الاتجاهات خصوصًا في اتجاه الشرق نحو العنترية، واتجاه الغرب نحو الهلالية وحارة بركيلا، واتجاه الجنوب نحو المطار وذلك منذ النصف الأول لعقد السبعينات. وفي الآونة الأخيرة تم التوسع لجهة جمعاية والمحمقية، وانتشر البناء الحديث المكسو بالحجر في المدينة بجميع الاتجاهات، وخاصة أبنية الجمعيات السكنية وكذلك الأبنية الخاصة، وبلغ مجموع الوحدات السكنية التي تم بناؤها من قبل القطاعين العام والخاص وبلدية القامشلي والمؤسسة العامة للإسكان 3251 وحدة سكنية (شقة) خلال الفترة ما بين 1981-1985. وبلغ إجمالي عدد المساكن في مدينة القامشلي خلال الفترة عام 1981 بـ 14099 مسكنًا من مختلف النماذج والأنماط.

### شوارع وأحياء القامشلي
الشوارع الهامة:

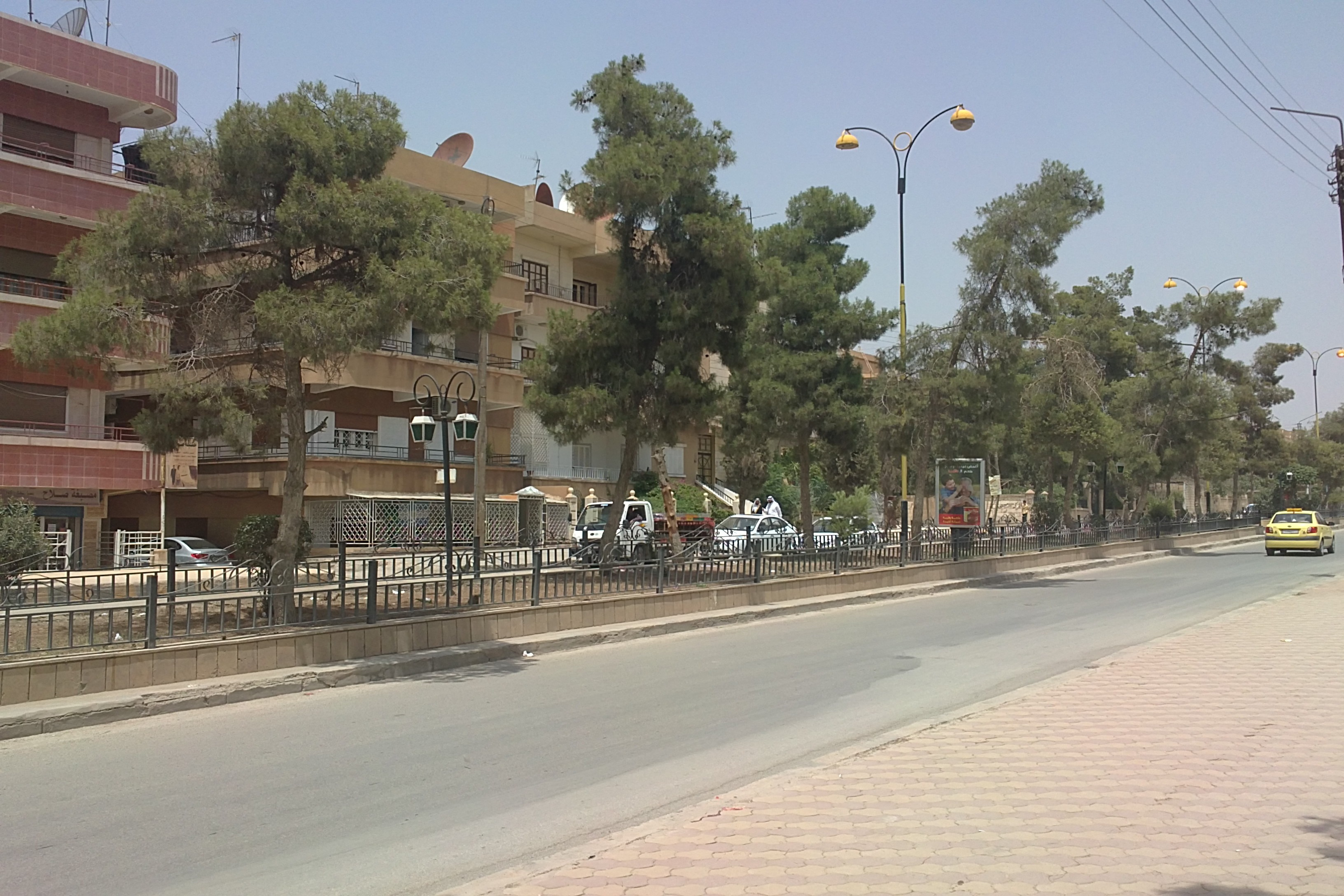
امتداد شارع السيد الرئيس بجانب المشتل (شارع البريد).

- شارع السيد الرئيس: ويعرف باسم شارع الجسرين أو الشارع العام ويربط بين شرق المدينة وغربها حتى دوار مفرق طريق الحسكة وعامودا وهو الشارع التجاري الأول بالمدينة.
- شارع شكري القوتلي: ويربط بين جنوب المدينة بدءًا من شارع الكورنيش وحتى دوار السبع بحرات شمالًا وفيه يقع المجمع الحكومي ومدرسة زكي الأرسوزي والمستشفى الحكومي القديم ومدرسة العروبة للمتفوقين، وكان يسمى بشارع العشاق.
- شارع الوحدة: ويوزاي شارع القوتلي ويقع إلى الشرق منه ويربط بين طريق الكورنيش جنوبًا وحتى شعبة تجنيد القامشلي شمالًا وتقع فيه طاحونة مانوك قبل التأميم ومدرسة القادسية الثانوية للبنات والتي كانت مدرسة للراهبات
- شارع البلدية: ويوزاي شارع الوحدة تمامًا ويقع إلى الشرق منه وفيه يقع الحمام القديم الذي أصبح بناءً متهدمًا الآن.
- شارع الكورنيش: ويعد من الشوارع الأساسية في القامشلي ويربط بين شرق المدينة وغربها.
- شارع السياحي: ويربط بين دوار مدرسة العروبة من ناحية الشرق وانتهاءً بطريق الحسكة من ناحية الغرب.
- شارع تغلب: يوزاي تمامًا شارع الوحدة غربًا وفيه فعاليات تجارية واقتصادية هامة.
- شارع الكهريز: ويربط بين شارعي السياحي والكورنيش.
- شارع منير حبيب: ويربط بين طريق الحسكة وطريق عامودا.

 الأحياء والتقسيمات الهامة:

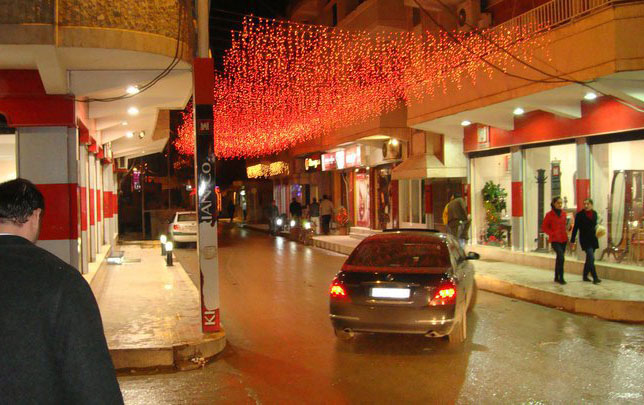
شارع ميامي في حي الوسطى، حيث أصبح من أبرز الشوارع الذي يتجه إليه الشباب بعد أن افتتح فيه العديد من المقاهي والمطاعم.

- حي الزهراء، المعروف باسم حي الوسطى
- حي القصور
- حي الموظفين
- حي قدّور بك، نسبةً لاسم إحدى العائلات فيها
- حي الغربية
- حي الكورنيش
- حي الأربوية
- حي الآشوريين[ ؟ ]
- حي السريان[ ؟ ]
- حي البشيرية
- حي طي
- حي الثورة
- حي بركيلا
- حي قناة السويس
- حي العنترية
- حي ميسلون
- حي الهلالية

وهنالك أحياء ألحقت حديثًا مثل حي العنترية وميسلون وقناة السويس والهلالية وجرنك وعلايا (حطين) ومحمقية وجمعاية على الحدود التركية.

## السكان
كما هو حال معظم مدن محافظة الحسكة، يقطنها العرب والأكراد والأرمن والسريان والآشوريين والكلدان والمحلمية والماردلية ،كما تشتهر بهجرة أبناءها إلى الخارج، مثل دول الخليج والسويد وألمانيا وهولندا ودول أخرى وذلك لقلة فرص العمل فيها.
بالنسبة للأديان، هناك مسلمون ومسيحيون ويزيديون وزردشتيون واليهود الذين هاجروا إلى الولايات المتحدة، بالإضافة إلى بعض العلويين الذين انتقلوا لاحقًا إلى المدينة. وقبل الحرب الأهلية السورية كانت مدينة القامشلي تضم حوالي 40,000 من المسيحيين السوريين، وكان حوالي 25,000 نسمة من السريان الأرثوذكس، ويُعتقد أن حوالي نصف المسيحيين غادروا المدينة منذ اندلاع الحرب الأهلية.
أما اللغات، فيتكلم معظم سكانها اللغة العربية ثم يليهم من يتكلّم الكردية والسريانية والأرمنية. اللهجة العربية المستخدمة في مدينة القامشلي تسمى باللهجة الماردلية، وهي نفسها اللهجة العربية المستخدمة في مدينة ماردين التركية، وهي قريبة نوعًا ما من اللهجة المصلاوية في العراق، إلا أن الكثير من الأكراد المتكلّمين بالعربية بشكل أساسي لا يتكلمون باللهجة الماردلية بل باللهجة الشامية. اللهجات السريانية المستخدمة في القامشلي هما اللهجتان السريانية والآشورية، واللهجات الكردية المستخدمة هما اللهجتان الأشيتية والغربية.
تقطن القامشلي عشائر عربية مثل طيء وشيخها محمد فارس العبد الرحمن والجبور وشيخها عبد العزيز المسلط وشمر وشيخها حميدي دهام الجربا.

## النقل والمواصلات
النقل العام في مدينة القامشلي يكون غالبًا عبر خطوط سير محددة سلفًا، والتي تكون إما بحجم سيارات الإجرة أو عبر الحافلات الصغيرة، وتحتوي على 6 خطوط داخل مدينة القامشلي وهي، خط الكورنيش وخط العنترية وخط الهلالية وخط قناة السويس وخط حي طي وخط المستشفى الوطني، بالإضافة لوجود خطوط خدمة عديدة تربط بين المدينة وريفها من مدن وبلدات وقرى، وبين المدينة ومركز محافظتها أي مدينة الحسكة. سيارات الإجرة في المدينة تعمل عادةً ضمن مكاتب خاصة ويتم طلبها عبر الهاتف، حيث لا يوجد فيها عدّاد إجرة، بل مبالغ تقديرية على حسب المسافة.
تعمل الحافلات الكبيرة للنقل بين مدينة القامشلي والمحافظات الأخرى وتنطلق جميعها من كراج البولمان، وأغلب مالكيّ شركات النقل في المحافظة هم من سكان محافظة الحسكة نفسها. الطرق التي تربط المدينة بالمحافظات الأخرى هي طريق القامشلي – حلب وطريق القامشلي – دمشق عبر مدينة الحسكة ودير الزور وتدمر، بالإضافة للطريق الذي يربط المدينة بالحدود العراقية.
ينطلق من محطة قطار القامشلي ثلاث محاور، محور القامشلي – حلب، ومحور القامشلي – دمشق، ومحور القامشلي – اليعربية (تل كوجك) أو ما يسمى بقطار الضواحي. تاريخيًا كانت مدينة القامشلي على سكة حديد حلب – نصيبين أو ما يسمى «خط حديد طوروس».
يوجد في المدينة مطار دولي رمزه KAC حسب منظمة إياتا، يستقبل مطار القامشلي رحلات داخلية يومية من دمشق واللاذقية ورحلات خارجية موسمية من السويد وألمانيا.

## المطبخ

القليّة، وضعت في صحن بعد أن تم تسخينها.

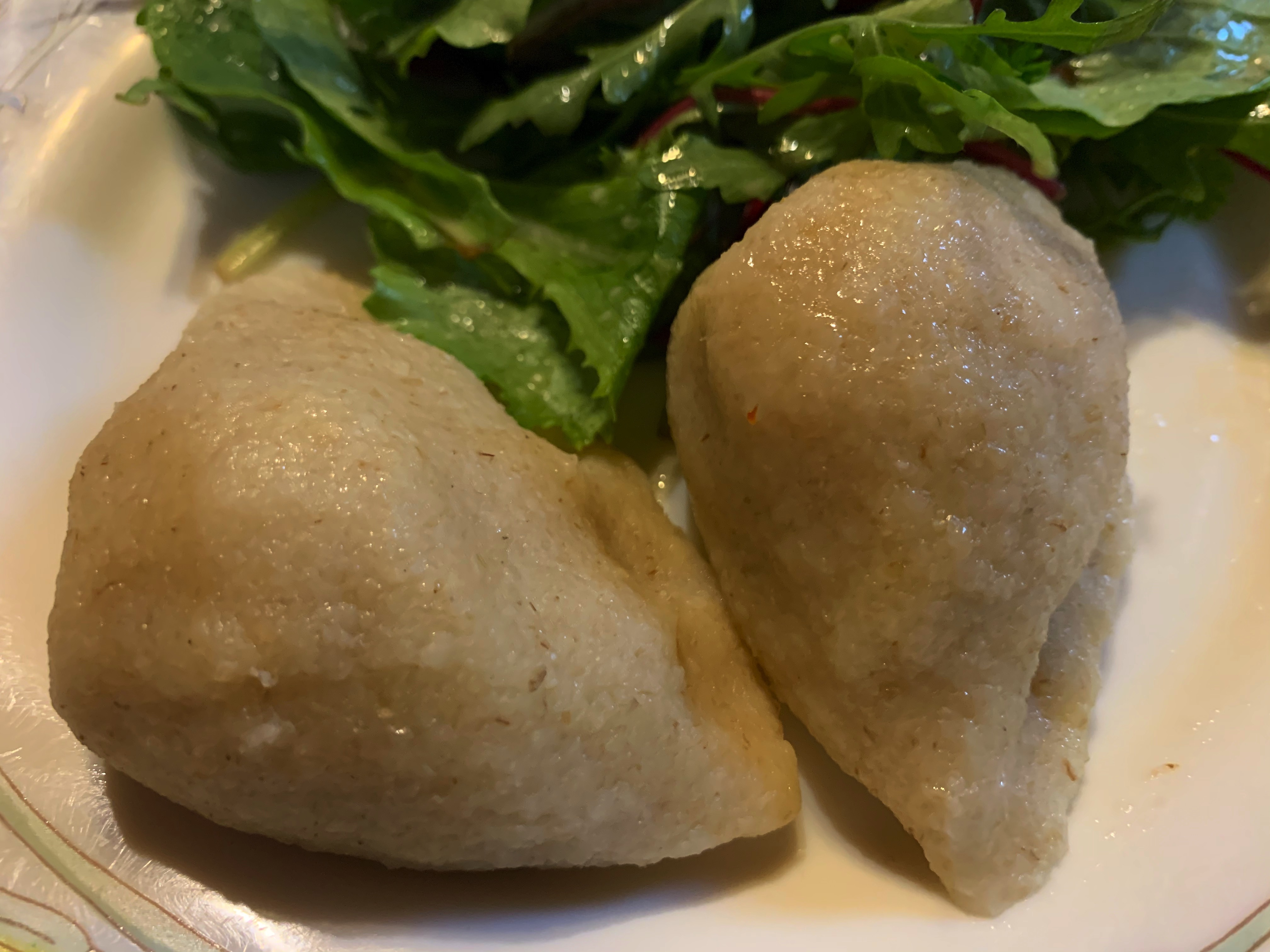
كبيبات، كبة مسلوقة.

مطبخ مدينة القامشلي هو مزيج بين المطبخ التركي والمطبخ السوري، ويشتهر بعدة مأكولات منها:
- كبيبات، وهي شبيهة بالكبّة بطراز آخر مع إضافة البقدونس في الحشوة، ولكنها تسلق ولا يضاف إلى قشرتها اللحم.
- كتَل، مشتقّة من كلمة «كتلة»، وتشبه الكبّة في محتوياتها ولكن بأقراص كبيرة.
- جوقات، وهي أمعاء الخروف الدقيقة، محشية باللحم والرز (شبيهة بما تسمى بالقبيوات في باقي مناطق سوريا).
- كيبا، وهي عبارة عن معدة الخروف محشية بالرز واللحم.
- ملضوم، يحتوى على قطع دائرية من الباذنجان والبندورة واللحم ملتصقة ببعضها وتشوى بالفرن.
- شمبورك، في الشكل تشبه السمبوسك وفي المحتوى تشبه «الصفيحة» وتخبز بالأفران الكبيرة.
- قبرغاية، شبيهة بالخروف المحشي مع بعض الاختلافات.
- دوبو، فخدة الخروف محشية بالثوم.
- قليّة، هي لحم تقلى مطوّلًا بالدهن، وتعتبر من مؤن الشتاء.
- شرادين، هي لحم وثوم وتوابل يتم تنشيفها، وتُقلى عند أكلها، وتعتبر من مؤن الشتاء، وهي شبيهة بالسجق.
- بلوع، يتكون من برغل وعدس وبصل يتم عجنهم.
- جَقَلا، هو الخبز التركي السميك.
- كليجة، نوع من الحلويات، تحتوي على السمن والدقيق والسكر والتوابل.

## الاقتصاد

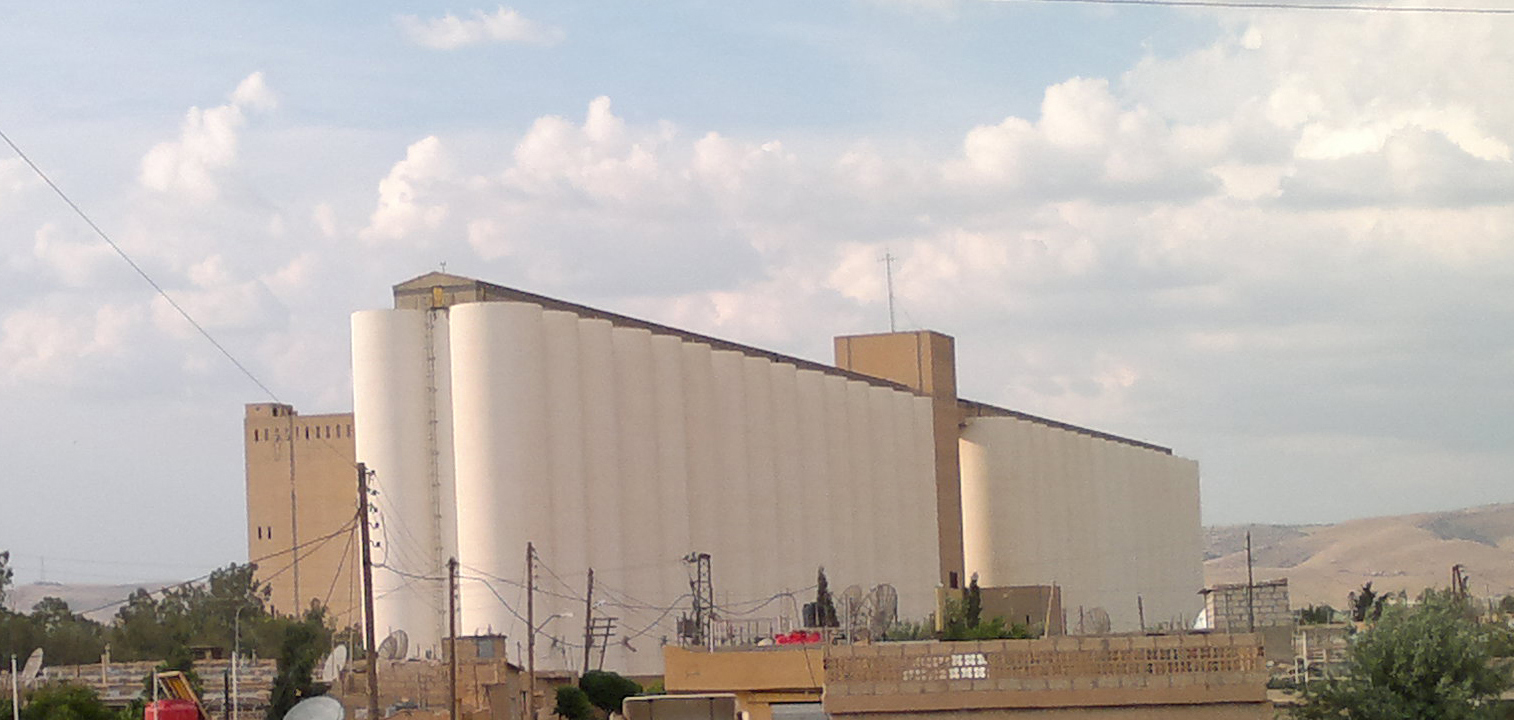
صوامع حبوب القامشلي، تقع على أطراف المدينة.

يعتمد اقتصاد المدينة على واردات الزراعة حيث يعمل معظم سكانها في الزراعة ويعد إنتاجها في المحاصيل الزراعية (القمح والعدس والشعير) الأول على مستوى القطر في كمية الإنتاج، ففي عام 2012 وصل مخزون فرع الحبوب في القامشلي إلى 957 ألف طن من القمح بنوعيه القاسي والطري و680 طنًا من العدس المجروش. في حين يعمل قسم آخر من سكان المدينة في التجارة الصغيرة نسبيًا.
يوجد فيها مطار دولي رمزه KAC حسب منظمة إياتا، بالإضافة إلى النفط (رميلان) حيث تعتبر منطقة القامشلي وما حولها منطقة غنيّة بالنفط والغاز، وتسيطر المنتجات التركية على أسواق القامشلي نتيجة العلاقات التجارية عبر الحدود.
تنتشر فيها المقاهي والمطاعم والفنادق والمسابح بصورة ملحوظة، بالإضافة لعدة صالات سينما والتي كانت في الماضي وسيلة ترفيه مهمة لأهالي المدينة، وساهم في انتعاش المنطقة في الآونة الأخيرة رؤوس الأموال المرسلة من أبناءها في الخارج وافتتاح جامعة قرطبة الخاصة للعلوم والتكنولوجيا بالإضافة إلى الشركات الأجنبية والبنوك الخاصة.

## الثقافة

### المكتبات والمطبوعات
تنتشر المكتبات في المدينة، فهي تزيد على الستين مكتبة، وتتعامل مع الشركة السورية لتوزيع المطبوعات، في حين أنه تم إنشاء أول مكتبة باسم «مكتبة لواء الإسكندرون» وذلك في آواخر عام 1946، وفي العام نفسه تم إنشاء أول مطبعة حيث تم طبع أول كتاب لها في مدينة القامشلي وهو كتاب «همس العرائس»، وبعدها تم تأسيس أول مطبعة حديثة أوتوماتيكية باسم «مطبعة الرافدين»، ثم تلتها «مطبعة الخابور»، واليوم أصبح في القامشلي خمس مطابع متقدمة تفي بحاجات المدينة.
في عام 1954 تم إصدار صحيفة باسم «صوت الجزيرة»، صدر منها عدة أعداد ثم توقفت. وتم إصدار صحيفة أخرى باسم «الشرق العربي» وذلك في عام 1957 وتوقفت أيضًا بعد عدة أعداد. وقبيل ذلك، أي في عام 1951 صدرت مجلة باسم «الخابور» واستمرت في الصدور حتى عام 1955 حيث تحولت المجلة في عام 1956 إلى اسم «المواكب»، وكان يساهم في التحرير فيها نخبة وافرة من الكتّاب والأدباء والشعراء، لكنها توقفت عن الصدور عندما تسلّم رئيس تحريرها منصبًا حكوميًا.

## الرياضة

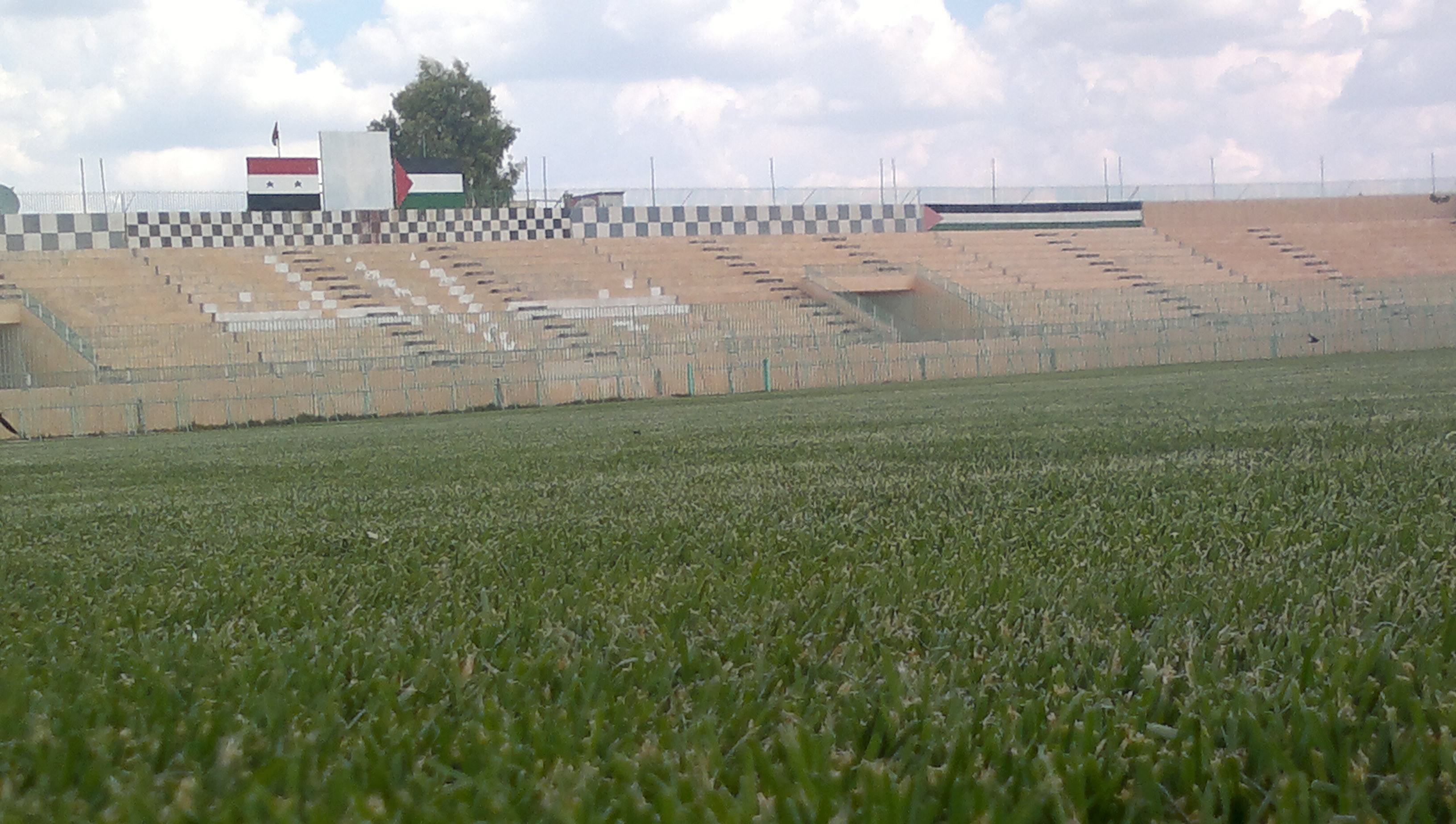
ملعب القامشلي البلدي.

تمتلك القامشلي فرق في رياضات مختلفة، ككرة القدم وكرة السلة وكرة الطائرة وألعاب القوى وغيرها. وكان من أشهر فرق كرة القدم هو فريق الرافدين الذي تأسس عام 1937 حيث كان علامة بارزة للكرة السورية ولكن في عام 1962 تم إغلاق هذا النادي بالقوة لأسباب غير رياضية، كذلك كان هناك فرق أخرى مثل فريق الهومنتمن الذي تأسس عام 1945 والنادي العربي وتأسس عام 1962 وفريق الحرس القومي وتأسس عام 1963 وفريق الرميلان والذي يتبع بلدة رميلان وقد تأسس عام 1967 وفاز فريق الرميلان بكأس الجمهورية عام 1969، وفي عام 1971 ظهر نادي الجهاد والذي أصبح الفريق الرئيسي لمدينة القامشلي وهو مستمر حتى الوقت الحاضر. وفي آذار 2012 قامت إدارة نادي الجهاد بافتتاح مدرسة كروية مهمتها استقطاب المواهب الكروية لدى البراعم والأطفال وصقل وتنمية مواهب اللاعبين الصغار.

## مشاهير القامشلي
| - ميشال دوم، أول رئيس لبلدية القامشلي 1946-1931 - محمد السموري، كاتب - آرام تيغران، مغني وملحن - إسكندر عزيز، ممثل - جان كارات، مغني - جوان حاجو، مغني - سعيد يوسف، مغني وملحن - سليم بركات، روائي وأديب وشاعر - سليم حانا، ممثل ومخرج | - جومرد موسى، لاعب كرة قدم - سنحاريب ملكي، لاعب كرة قدم - شيخموس حسن، ويعرف باسم جكرخوين، شاعر - غريغوريوس يوحنا إبراهيم، مطران حلب للسريان الأرثوذكس - غني ميرزو، مغني - محمد شيخو، مغني وملحن - وديع مراد، مغني - يوسف عبدلكي، فنان تشكيلي |

## وصلات خارجية
- موقع لمدينة القامشلي على الإنترنت
- موقع يحاكي مغتربي مدينة القامشلي بأوروبا
- منتدى الكتروني لسكان المدينة
- تاريخ المدينة